# Abštorfští z Vojenic
Abštorfští z Vojenic je větev českého vladyckého rodu z Vojenic, nazývaná podle Abstorfu (dnes Opatova u Litomyšle). Rod mezi lety 1531 a 1618 vlastnil křetínské panství.

## Erb
V červeném štítě se nachází obrněná paže, rostoucí z levého okraje štítu a pokrčená v lokti, držící v dlani meč (lovecký tesák) se zlatým jílcem, směřující hrotem dolů. Korunovaná kolčí helma je s červeno-stříbrnými pokrývkami. Klenot má otevřená křídla, pravé je děleno stříbrno-červeně a levé naopak.